# Ermida de Jesus, Maria, José

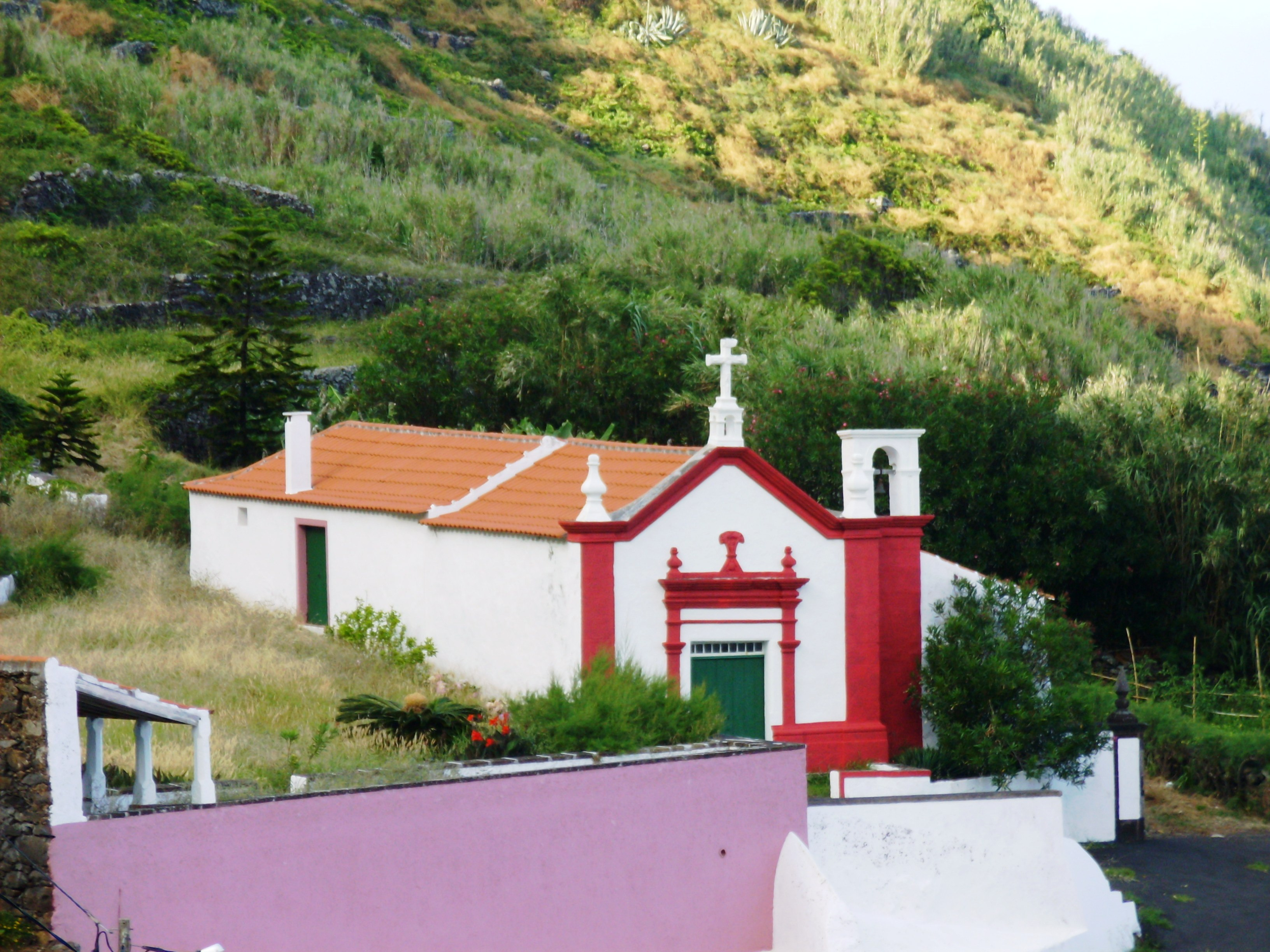
Ermida Jesus, Maria, José.

A Ermida de Jesus, Maria, José localiza-se no extremo norte da praia de São Lourenço, na freguesia de Santa Bárbara, concelho da Vila do Porto, na ilha de Santa Maria, nos Açores.

## História
Foi erguida em 1717 por iniciativa do padre Belchior Barreto, que foi vigário de quase todas as freguesias da ilha, tendo entretanto se mantido mais tempo na de Santa Bárbara. Referido como de posses, entre elas contavam-se terras de vinha na fajã de São Lourenço.
A ermida remonta ao século XVIII, integrante do chamado "Solar Vermelho". De acordo com o padre Jacinto Monteiro, o solar e a sua quinta pertenceram em tempos idos à família dos Sousa Coutinho, encontrando-se à época nas mãos da família Gago da Câmara.

## Características
Em alvenaria de pedra rebocada e caiada, apresenta planta retangular com a sacristia adossada à fachada lateral direita e uma construção de apoio.
A fachada é emoldurada por dois cunhais encimados por pináculos, um soco e uma cornija que acompanha e remata as águas do telhado, com uma cruz na cumeeira. A portada é emoldurada por pilastras e cornija dupla onde assentam pináculos laterais e um elemento decorativo/simbólico em relevo ao centro.
Do lado direito da fachada ergue-se um campanário, com sino, recuado em relação à fachada mas saliente em relação ao corpo da sacristia ao qual se adossa. Tem vão rematado em arco de volta perfeita, encimado por uma pequena cornija e está assente no prolongamento da cornija da fachada.
A cobertura é de duas águas, em telha de aba e canudo, rematada por beiral simples.
No interior destaca-se, no frontão do altar, um painel de azulejos em estilo barroco, representando três frades e três freiras de joelhos diante da Sagrada Família, juntamente com o Morgado Sousa Coutinho e sua esposa. Estes últimos trajam vestes de gala com cabeleiras empoadas à moda pombalina.
É acedida por uma rampa na antiga quinta. No cimo da rampa, um segundo portão dá acesso à parte mais privada da quinta e, à esquerda, a uma série de degraus que levam ao adro da ermida. Todo o muro de suporte da propriedade, situada numa plataforma elevada, é rebocado e pintado de almagre. No extremo esquerdo da plataforma, junto ao muro, está um mirante rústico, integrante da propriedade.